# BLAST Austin Major 2025
Navigation
Perfect World Shanghai Major 2024 Staladder Budapest Major 2025
Le BLAST Austin Major 2025 est un tournoi international d'esport disputé sur le jeu vidéo Counter-Strike 2 se déroulant au Moody Center d'Austin, aux États-Unis, du 3 juin 2025 au 22 juin 2025. Il s'agit du deuxième Major organisé par Blast après celui de Paris 2023.
Il s'agit de la 22e édition d'un tournoi Major, mais de la 3e sur Counter-Strike 2. C'est également le premier Major avec 32 équipes.
Team Vitality remporte la compétition en battant The Mongolz lors de la finale, sur un score de 2-1. Mathieu "ZywOo" Herbaut est nommé MVP du tournois.

## Contexte
Counter-Strike 2 est un jeu vidéo multijoueur de tir à la première personne (FPS) développé par Hidden Path Entertainment et Valve Corporation. Il s'agit du quatrième jeu de la série Counter-Strike. Dans le cadre des compétitions professionnelles de Counter-Strike 2, les Major Championships sponsorisés par Valve sont les tournois les plus prestigieux,.
Les champions en titre sont Team Spirit, qui ont remporté leur premier Major contre FaZe Clan lors du Perfect World Shanghai Major 2024, qui a eu lieu entre le 30 novembre et le 15 décembre 2024 à Shanghai, en Chine. Ils sont éliminés en quart de finale par MOUZ.